# 波普勒
波普勒（英語：Poplar）是倫敦的一個地區，位於倫敦東區的哈姆雷特塔倫敦自治市，查令十字以東5.5英里（8.9）。在歷史上波普勒曾是米德塞克斯的一部分。2012年，波普勒新築了一座教堂。